# Rákay Philip
Rákay Filip Kálmán (született: Rákay Kálmán, Miskolc, 1972. március 10. –) magyar médiaszereplő, televíziós műsorvezető, 2011. január 1-jétől 2015. március 14-ig a közmédia M1 csatornájának felügyelője, intendánsa. Nős, felesége Wieber Orsolya asztrológus, könyvkiadó, a Fidesz állandó tanácsadója. Eredeti keresztnevét édesapja után kapta, de később − állítása szerint − megváltoztatta, noha ez a név Magyarországon nem anyakönyvezhető.

## Életpályája
Középiskolai tanulmányait a Bátaszéki II. Géza Gimnáziumban végezte.
Felsőfokú tanulmányait az ELTE Bölcsészettudományi Karának (BTK) esztétika szakán végezte.
Televíziós pályafutását 19 évesen kezdte a szekszárdi városi televízióban (Pop Tv). 1992-ben megnyerte az MTV „Műsorvezető kerestetik” című vetélkedőjét, majd a köztévé szerződtette ifjúsági műsoraihoz.
Az 1990-es évek közepén szerződött a Top TV nevű első magyar zenei televízióhoz, közben a Juventus Rádió műsorvezetője is volt. 1997-ben egyik alapítója volt a Z+ magyar zenecsatornának, 2001-ben amikor a német VIVA megvette a csatornát (innentől VIVA+ névre váltott) még egy évig dolgozott a zenetévénél. 2002 nyarán a Hír TV létrehozásában és elindításában közreműködött. Kezdetben a kulturális és egyéb nem politikai tartalmú műsorok kreatív felelőse volt, majd a képernyőn kulturális és színházi talk-show műsorokat vezetett és produceri feladatokat is ellátott.
Időközben a Füleky Kft. kommunikációs tanácsadó cég résztulajdonosa, egyben nagyvállalatok, cégvezetők és politikusok stratégiai, kommunikációs főtanácsadója, illetve médiatrénere volt. Politikai karrierjét elindítandó, nyíltan vállalta Fidesz-szimpátiáját, rendszeresen megjelent a Fideszes gyűléseken és eseményeken, mindig Orbán Viktor közvetlen közelében. 2005-ben az Orbán Viktor által meghirdetett nemzeti konzultáció és a Fidesz-nagygyűlések rendszeres házigazdája volt, majd a kormányzati kommunikációs csapat külsős munkatársa lett.
2011. január 3-án Medveczky Balázs, az MTV vezérigazgatója az M1 csatorna felügyelőjévé, „intendánsává” nevezte ki. Feladata, hogy a nemzeti főadó újra Magyarország mértékadó és kiegyensúlyozott információs csatornájává váljon, nézettsége pedig minden célcsoportban stabilizálódjon.
2012-ben többek között az ő elképzelése alapján indult el az M1-en A Dal című eurovíziós nemzeti dalválasztó műsor, melynek 2015-ig a zsűritagja volt.
2021-ben  visszatért az aktív véleményformálás mezejére és elindította Facebook oldalát, melyet a Megafon Központ jelentős összegekkel támogatott, hogy a hirdetéseken keresztül minél több emberhez eljuthasson. Ezt követően a Mandinerben jelentette be, hogy elindítja Patrióta néven a Youtube-csatornáját, amivel a nagy sikereket elért, Gulyás Mártonhoz köthető Partizán jobboldali verzióját szeretné létrehozni.
2022-ben az ő és felesége magánadományából újították fel a Petőfi-család 1911-ben Bory Jenő által tervezett síremlékét a budapesti Fiumei úti sírkertben. (Petőfi Sándor maga nem itt nyugszik, sírhelye ismeretlen helyen található.)
2023-ban szintén az ő és felesége magánadományából megújult a Fiumei úti sírkertben Arany János síremléke is.

### Munkahelyei
- MTVA (2011–2015)
- Top TV
- Z+, VIVA+ (1997–2002)
- Juventus Rádió
- Hír TV (2002–2010)

## Díjai, elismerései
- 2001: Voltfólió Kulturális Médiadíj legjobb műsorvezető, valamint legjobb műsor kategóriában
- 2001: Miniszteri elismerés „a fiatalok jogaiért, élethelyzetük jobbításáért” végzett munkájáért
- 2002: Voltfólió Kulturális Médiadíj
- 2010: Szervátiusz Jenő-díj a „magyar kultúra értékeit felmutató, felvállaló magas színvonalú újságírói és közéleti tevékenységéért”
- 2018: A Magyar Érdemrend lovagkeresztje

## Művei
- Ketten (Wieber & Wieber, 2003) Borbás Máriával közösen
- Ketten a korzón. Rákay Philip színházi beszélgetései (Szerzői kiadás, 2006)
- Szabadság tér 89 – A rendszerváltoztatás aktái I. (Magánkiadás, 2015)
- Szabadság tér 89 – A rendszerváltoztatás aktái II. (Magánkiadás, 2015)
- Szabadság tér 56 – A kommunista terror aktái I. (Magánkiadás,2019)
- Szabadság tér 56 – A kommunista terror aktái II. (Magánkiadás,2019)

## Filmjei
- Aranybulla (2022, producer)
- Most vagy soha! (2024, forgatókönyvíró-producer)

## Családja
Felesége Wieber Orsolya, két gyermekük van.